# Aeroportul Victoria
Aeroportul Victoria (IATA: ZIC, ICAO: SCTO) este un aeroport din Victoria, Provincia Malleco, Regiunea La Araucanía, Chile ce deservește zona Victoria. A fost numit după zona deservită.
Situat la o altitudine de 354 m, aeroportul dispune de o singură pistă.